# 2786 Grinevia
2786 Grinevia è un asteroide della fascia principale. Scoperto nel 1978, presenta un'orbita caratterizzata da un semiasse maggiore pari a 2,6072387 UA e da un'eccentricità di 0,1748496, inclinata di 13,23966° rispetto all'eclittica.